# O vară cu Monika
O vară cu Monika 
 (titlul original: în suedeză Sommaren med Monika) este un film dramatic romantic suedez, regizat de Ingmar Bergman, lansat în anul 1953.

## Prezentare
Doi adolescenți îndrăgostiți și săraci evadează din orașul lor suprapopulat într-un colț izolat de la țărmul Balticii, ca să-și trăiască acolo revelația iubirii. Când Monika se dezmeticește gravidă, tinerii sunt nevoiți să se întoarcă în mediocritatea lumii înconjurătoare. Bergman ar fi putut face un film senin și liric, dar asupra idilei plutește un suflu tragic. El își aduce eroii într-un loc al începutului de lume și-i face să sufere uzura timpului și durelor încercări ale existenței. Oboseala își pune pecetea, încă de timpuriu, pe viața cuplului care refuză să privească dincolo de timpul prezent.

## Distribuție
- Harriet Andersson – Monika
- Lars Ekborg – Harry
- Dagmar Ebbesen – matușa lui Harry
- Åke Fridell – tatăl Monikai
- Naemi Briese – mama Monikai
- Åke Grönberg – prietenul lui Harry la serviciu
- Sigge Fürst – muncitor la depozitul de porțelan
- John Harryson – Lelle